# شهرستان لنینسکی (استان خودگردان یهودی)
شهرستان لنینسکی (به لاتین: Leninsky District) یک شهرستان در روسیه است که در استان خودگردان یهودی واقع شده‌است.